# Nuria Vilarrubla
Nuria Vilarrubla García (Seo de Urgel, 9 de marzo de 1992) es una deportista española que compite en piragüismo en eslalon, en la categoría de C1.
Ganó tres medallas en el Campeonato Mundial de Piragüismo en Eslalon entre los años 2015 y 2021, y siete medallas en el Campeonato Europeo de Piragüismo en Eslalon entre los años 2013 y 2019.
Participó en los Juegos Olímpicos de Tokio 2020, ocupando el octavo lugar en la prueba de C1 individual.

## Palmarés internacional
| Campeonato Mundial | Campeonato Mundial             | Campeonato Mundial | Campeonato Mundial |
| Año                | Lugar                          | Medalla            | Competición        |
| ------------------ | ------------------------------ | ------------------ | ------------------ |
| 2015               | Londres (Reino Unido)          | Medalla de bronce  | C1 individual      |
| 2019               | Seo de Urgel (España)          | Medalla de plata   | C1 por equipos     |
| 2021               | Bratislava (Eslovaquia)        | Medalla de plata   | C1 por equipos     |
| Campeonato Europeo |                                |                    |                    |
| Año                | Lugar                          | Medalla            | Competición        |
| 2013               | Cracovia (Polonia)             | Medalla de bronce  | C1 individual      |
| 2014               | Viena (Austria)                | Medalla de plata   | C1 por equipos     |
| 2015               | Markkleeberg (Alemania)        | Medalla de oro     | C1 por equipos     |
| 2015               | Markkleeberg (Alemania)        | Medalla de bronce  | C1 individual      |
| 2016               | Liptovský Mikuláš (Eslovaquia) | Medalla de oro     | C1 individual      |
| 2018               | Praga (República Checa)        | Medalla de bronce  | C1 por equipos     |
| 2019               | Pau (Francia)                  | Medalla de plata   | C1 individual      |